# Сервански, Эндре
Э́ндре Се́рвански (венг. Szervánszky Endre; 27 декабря 1911, Кляйнтетинг, Австро-Венгрия, ныне Киштетень (Будатетень) — 25 июня 1977, Будапешт, Венгрия) — венгерский композитор и педагог.
Брат художника Енё Сервански и скрипача Петера Сервански. Дядя пианистки Валерии Сервански.

## Биография
В 1922—1927 годах учился в Музыкальной академии Ференца Листа. Преподавал в Высшей музыкальной школе в Будапеште (с 1948 профессор). Писал музыку к кинофильмам. Автор теоретических работ о Беле Бартоке, о вопросах музыкальной социологии, музыкальных стилях.
В 1930-е годы вращался в кругах левой интеллигенции, был участником подпольного коммунистического движения. Во время Второй мировой войны активно защищал евреев от нацистских преследований. В 1988 году признан Праведником мира.

## Сочинения
- симфония (1948)
- балет «Восточная сказка» (1949)
- детская опера «Девушка тысячи имён» / Az ezernevü lány (1962)
- оратория на слова Шандора Пётефи (1973)
- кантаты

## Награды
- 1951 — Премия имени Лайоша Кошута
- 1953 — Премия имени Ференца Эркеля
- 1954 — Премия имени Ференца Эркеля
- 1955 — Премия имени Лайоша Кошута
- 1972 — Заслуженный артист ВНР
- 1976 — Премия имени Лайоша Кошута
- 1977 — Народный артист ВНР
- 1998 — Праведник мира